# 水稻徒长病

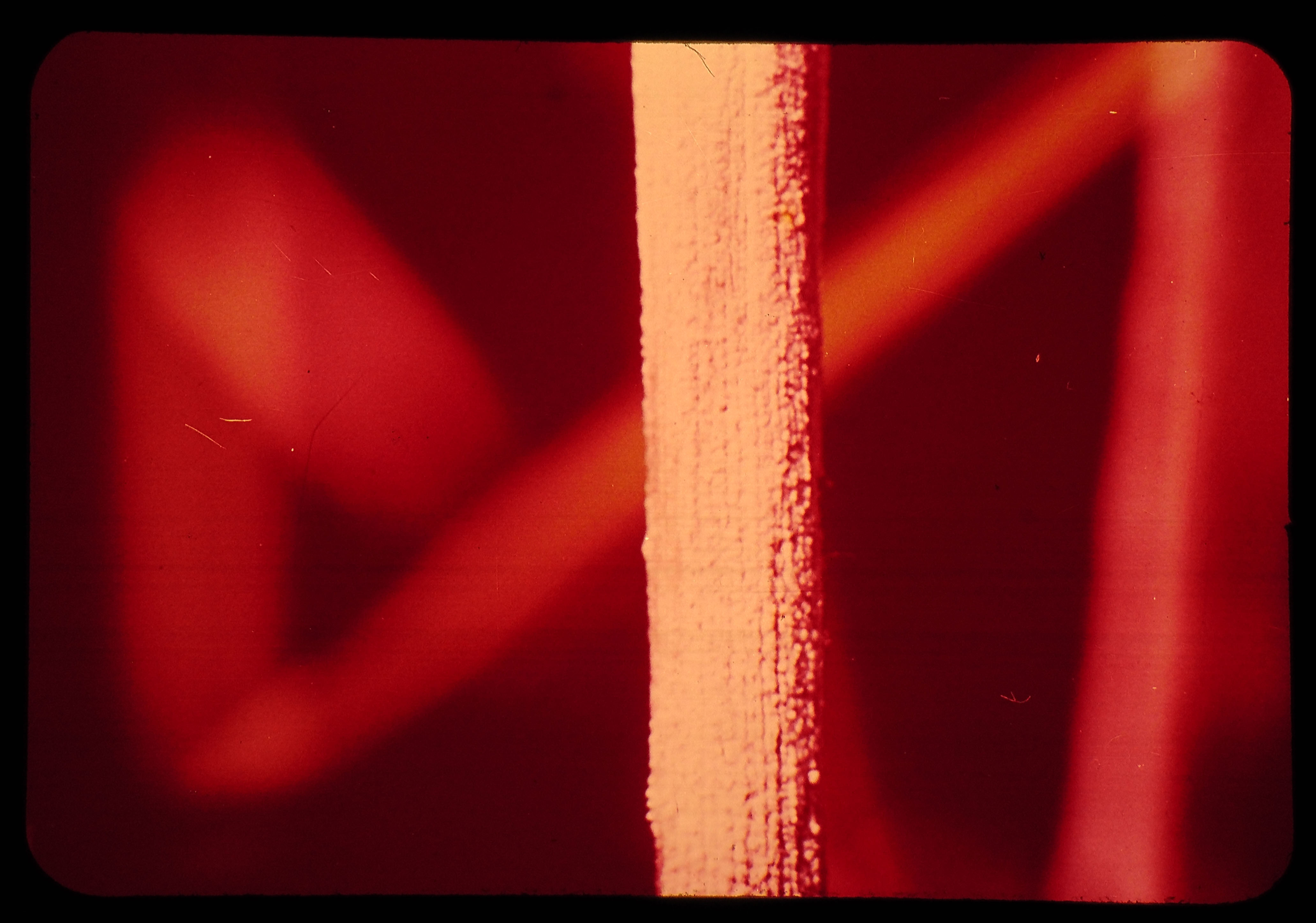
患水稻徒长病的水稻茎部

水稻徒长病，俗称“稻公”，在日语中称为“馬鹿苗病”（日语：／〔〕 Mikawa no kuni */?），是一种由真菌藤仓赤霉（Gibberella fujikuroi）引起的水稻病害，体现为水稻高度异常偏高的同时、茎变细呈黄绿色、叶幅减小。
水稻徒长病最早于1912年由日本学者泽田兼吉报导。水稻徒长病经由种子传播，对种子进行消毒处理能够减小水稻罹患水稻徒长病的风险。